# Листкевич, Михал
Ми́хал Ю́зеф Листке́вич (пол. Michał Józef Listkiewicz; род. 20 мая 1953, Варшава) — польский футбольный арбитр международной категории.
По профессии — филолог-унгарист.
Футбольный арбитр с 1973 года. Право обслуживать международные матчи (категорию ФИФА) получил в 1986 году. Судил финал Чемпионата мира по футболу 1990 (помощник судьи). С 28 июня 1999 до 30 октября 2008 года Президент Польского Футбольного Союза.

## Послужной список
- Чемпионат мира по футболу 1990,
- Чемпионат мира по футболу 1994,
- Чемпионат Европы по футболу 1988,
- Летние Олимпийские игры 1988.